# Rose City (Texas)
Rose City es una ciudad ubicada en el condado de Orange en el estado estadounidense de Texas. En el Censo de 2010 tenía una población de 502 habitantes y una densidad poblacional de 111,46 personas por km².

## Geografía
Rose City se encuentra ubicada en las coordenadas 30°6′23″N 94°3′1″O / 30.10639, -94.05028. Según la Oficina del Censo de los Estados Unidos, Rose City tiene una superficie total de 4.5 km², de la cual 3.92 km² corresponden a tierra firme y (13.05%) 0.59 km² es agua.

## Demografía
Según el censo de 2010, había 502 personas residiendo en Rose City. La densidad de población era de 111,46 hab./km². De los 502 habitantes, Rose City estaba compuesto por el 92.43% blancos, el 0.8% eran afroamericanos, el 0.2% eran amerindios, el 0% eran asiáticos, el 0.2% eran isleños del Pacífico, el 3.59% eran de otras razas y el 2.79% pertenecían a dos o más razas. Del total de la población el 14.14% eran hispanos o latinos de cualquier raza.